# Видео-фидбек
Видео-фидбек или видео повратна спрега је процес који почиње уперивањем видео камере у приказ онога што камера тренутно снима, попут монитора или пројектора на који је камера повезана. На тај начин долази до бесконачног понављања исте слике, слично ономе што видимо кад станемо између да паралелна огледала. Са сваким наредним понављањем слике долази до измена које зависе од положаја камере, врсте објектива и процесуирања слике. Те промене се у процесу акумулирају и појачавају, а улогу у квалитету ефекта игра и кашњење сигнала, нарочито ако се камера или елементи у кадру крећу.
Еквивалент овог ефекта у преносу звука се постиже када се микрофон приближи звучнику на коме се емитује звук са истог микрофона, и зове се микрофонија.
Термин се односи и на итервенцију социјалног радника, пуштањем видео-записа клијентовог понашања са циљем анализе последица које оно изазива. За снимање, социјални радник мора имати претходну дозволу клијента. Процедура је ефективна са клијентима који имају проблеме зависности, емотивне самоконтроле, проблеме у комуникацији и друге бихевиоралне проблеме. Видео повратна спрега се може користити и као форма обуке студената социјалног рада, посматрањем снимака случајева и каснијим коментарисањем, играњем улога и евалуацијом. 